# Aleksis-Kivi-Preis
¿Der Aleksis-Kivi-Preis (finnisch Aleksis Kiven palkinto) ist ein finnischer Literaturpreis. Er wird seit 1936 durch die Finnische Literaturgesellschaft (Suomalaisen Kirjallisuuden Seura) vergeben. Der Aleksis-Kivi-Preis zeichnet einen finnischsprachigen Schriftsteller für sein Lebenswerk aus.
Der Preis wurde bis 1968 jährlich, dann bis 1978 alle zwei Jahre und von 1978 bis 2012 alle drei Jahre verliehen. Er ist derzeit mit 20.000 Euro dotiert (Stand: 2020). Der Preis ist nach dem finnischen Schriftsteller Aleksis Kivi (1834–1872) benannt.

## Preisträger

### 1936–1968
- 1936 Otto Manninen (1872–1950)
- 1937 Frans Eemil Sillanpää (1888–1964)
- 1938 Maria Jotuni (1880–1943)
- 1939 Kaarlo Sarkia (1902–1945),
Veikko Antero Koskenniemi (1885–1962)
- 1940 Maila Talvio (1871–1951)
- 1941 Larin Kyösti (1873–1948)
- 1942 Aino Kallas (1878–1956)
- 1943 Martti Merenmaa (1896–1972)
- 1944 L. Onerva (1882–1972)
- 1945 Toivo Pekkanen (1902–1957)
- 1946 Aaro Hellaakoski (1893–1952)
- 1947 Mika Waltari (1908–1979)
- 1948 Einari Vuorela (1889–1972)
- 1949 Viljo Kojo (1891–1966)
- 1950 Ilmari Kianto (1874–1970)
- 1951 Heikki Toppila (1885–1963)
- 1952 Yrjö Jylhä (1903–1956)
- 1953 Lauri Viljanen (1900–1984)
- 1954 P. Mustapää (1899–1973)
- 1955 Aale Tynni (1913–1997)
- 1956 Lauri Viita (1916–1965)
- 1957 Lauri Pohjanpää (1889–1962)
- 1958 Helvi Hämäläinen (1907–1998)
- 1959 Viljo Kajava (1909–1998)
- 1960 Väinö Linna (1920–1992)
- 1961 Eeva-Liisa Manner (1921–1995)
- 1962 Juha Mannerkorpi (1915–1980)
- 1963 Matti Hälli (1913–1988)
- 1964 Arvo Turtiainen (1904–1980)
- 1965 Eila Pennanen (1916–1994)
- 1966 Paavo Haavikko (1931–2008)
- 1967 Eeva Joenpelto (1921–2004)
- 1968 Elina Vaara (1903–1980)

### 1970–1978
- 1970 Veikko Huovinen (1927–2009)
- 1972 Veijo Meri (1928–2015)
- 1974 Pentti Saarikoski (1937–1983)
- 1976 Tuomas Anhava (1927–2001)
- 1978 Antti Hyry (1931–2016)

### Ab 1981
- 1981 Eila Kivikk’aho (1921–2004)
- 1984 Eino Säisä (1935–1988)
- 1987 Sirkka Selja (1920–2017)
- 1990 Hannu Salama (* 1936)
- 1993 Kerttu-Kaarina Suosalmi (1921–2001)
- 1996 Erno Paasilinna (1935–2000)
- 1999 Martti Joenpolvi (* 1936)
- 2002 Aila Meriluoto (1924–2019)
- 2005 Sirkka Turkka (1939–2021)
- 2009 Antti Tuuri (* 1944)
- 2012 Kirsi Kunnas (* 1924)
- 2013 Leena Krohn (* 1947)
- 2016 Pirkko Saisio (* 1949)
- 2017 Eeva Kilpi (* 1928)
- 2020 Helena Sinervo (* 1961)